# Alessandro Lambrughi
Alessandro Lambrughi (Cernusco sul Naviglio, 19 maggio 1987) è un calciatore italiano, difensore della Pergolettese.

## Biografia
Ha un fratello maggiore di nome Marcello (che come lui è cresciuto nelle giovanili del Milan ed ha esordito nei professionisti con la Pro Sesto, fino a raggiungere la Serie B con la maglia del Treviso). È socio fondatore, insieme ad altri soci, nonché testimonial dell'associazione benefica LIVE Onlus.

## Caratteristiche tecniche
Il suo ruolo naturale è di terzino sinistro, ma può giocare anche da difensore centrale. Il suo piede preferito è il sinistro.

## Carriera

### Pro Sesto
Cresciuto nelle giovanili del Milan, passa alla Pro Sesto nel 2006, rimanendo per tre stagioni e giocando 90 partite in Serie C1.

### Mantova
Il 21 luglio 2009 passa a titolo definitivo al Mantova, in Serie B.
Gioca la stagione 2009-2010 da titolare della fascia sinistra; a fine anno il club non riesce ad evitare la retrocessione in Lega Pro e il successivo fallimento della società di Fabrizio Lori ne determina la fine del contratto e lo svincolo a parametro zero.

### Livorno e prestito a Novara
Il 9 luglio 2010 viene ingaggiato dal Livorno con un contratto quadriennale. Esordisce in maglia amaranto il 28 agosto in Livorno-AlbinoLeffe (0-3) della seconda giornata di Serie B, giocando titolare.
Rimane a Livorno anche nella successiva stagione 2011-2012.
Il 2 giugno 2013 conquista la Serie A vincendo i play-off con il Livorno.
Il 1º settembre 2013 esordisce in serie A durante la partita Sassuolo-Livorno (1-4), subentrando nel secondo tempo a Pasquale Schiattarella. Nel gennaio 2014 si trasferisce in prestito al Novara  in serie B, per poi fare ritorno a Livorno al termine della stagione, dove disputa altri due campionati in serie cadetta (2014-2015 e 2015-2016).
Nel luglio 2017 a Coverciano si allena con altri giocatori svincolati e inizia il corso da allenatore UEFA B che consente di allenare in Serie D.

### Miami FC
Il 18 agosto 2017 sbarca nella North American Soccer League venendo ingaggiato dal Miami FC. Nella squadra allenata da Alessandro Nesta sceglie la maglia numero 25, in onore di Piermario Morosini.

### Triestina
Il 16 gennaio 2018 torna in Italia firmando un contratto fino al 30 giugno 2019 con la Triestina. Nella sua prima stagione in maglia alabardata conquista subito il posto da titolare, collezionando 15 presenze nel campionato italiano di Serie C.
Nella sua seconda stagione con la compagine alabardata, si conferma un titolare inamovibile venendo nominato capitano. Nell'occasione del match casalingo valido per la quindicesima giornata del campionato, trova il suo primo gol con la Triestina, segnando la rete del definitivo 2-2 contro il Gubbio.

### Pergolettese
Il 14 luglio 2021 viene acquistato dalla Pergolettese.

## Statistiche

### Presenze e reti nei club
Statistiche aggiornate al 26 aprile 2025.
| Stagione            | Squadra             | Campionato          | Campionato | Campionato | Coppe nazionali | Coppe nazionali | Coppe nazionali | Coppe continentali | Coppe continentali | Coppe continentali | Altre coppe | Altre coppe | Altre coppe | Totale | Totale |
| Stagione            | Squadra             | Comp                | Pres       | Reti       | Comp            | Pres            | Reti            | Comp               | Pres               | Reti               | Comp        | Pres        | Reti        | Pres   | Reti   |
| ------------------- | ------------------- | ------------------- | ---------- | ---------- | --------------- | --------------- | --------------- | ------------------ | ------------------ | ------------------ | ----------- | ----------- | ----------- | ------ | ------ |
| 2006-2007           | Pro Sesto           | C1                  | 27+2       | 0          | CI              | 0               | 0               | -                  | -                  | -                  | -           | -           | -           | 29     | 0      |
| 2007-2008           | Pro Sesto           | C1                  | 31         | 0          | CI              | 0               | 0               | -                  | -                  | -                  | -           | -           | -           | 31     | 0      |
| 2008-2009           | Pro Sesto           | 1D                  | 32+2       | 2          | CI              | 2               | 0               | -                  | -                  | -                  | -           | -           | -           | 36     | 2      |
| Totale Pro Sesto    | Totale Pro Sesto    | Totale Pro Sesto    | 90+4       | 2+0        |                 | 2               | 0               |                    | -                  | -                  |             | -           | -           | 96     | 2      |
| 2009-2010           | Mantova             | B                   | 34         | 0          | CI              | 1               | 0               | -                  | -                  | -                  | -           | -           | -           | 35     | 0      |
| 2010-2011           | Livorno             | B                   | 33         | 1          | CI              | 1               | 0               | -                  | -                  | -                  | -           | -           | -           | 34     | 1      |
| 2011-2012           | Livorno             | B                   | 40         | 0          | CI              | 2               | 0               | -                  | -                  | -                  | -           | -           | -           | 42     | 0      |
| 2012-2013           | Livorno             | B                   | 37+3       | 0          | CI              | 2               | 0               | -                  | -                  | -                  | -           | -           | -           | 42     | 0      |
| 2013-gen. 2014      | Livorno             | A                   | 6          | 0          | CI              | 1               | 0               | -                  | -                  | -                  | -           | -           | -           | 7      | 0      |
| gen.-giu. 2014      | Novara              | B                   | 19+2       | 0          | CI              | 0               | 0               | -                  | -                  | -                  | -           | -           | -           | 21     | 0      |
| 2014-2015           | Livorno             | B                   | 32         | 0          | CI              | 1               | 0               | -                  | -                  | -                  | -           | -           | -           | 33     | 0      |
| 2015-2016           | Livorno             | B                   | 33         | 0          | CI              | 2               | 0               | -                  | -                  | -                  | -           | -           | -           | 35     | 0      |
| 2016-2017           | Livorno             | LP                  | 29+4       | 3          | CI+CI-LP        | 1               | 0               | -                  | -                  | -                  | -           | -           | -           | 34     | 3      |
| Totale Livorno      | Totale Livorno      | Totale Livorno      | 210+7      | 4+0        |                 | 10              | 0               |                    | -                  | -                  |             | -           | -           | 227    | 4      |
| 2017                | Miami FC            | NASL                | 4          | 0          | -               | -               | -               | -                  | -                  | -                  | -           | -           | -           | 4      | 0      |
| gen.-giu. 2018      | Triestina           | C                   | 15         | 0          | CI+CI-C         | 0               | 0               | -                  | -                  | -                  | -           | -           | -           | 15     | 0      |
| 2018-2019           | Triestina           | C                   | 36+3       | 1          | CI+CI-C         | 1+0             | 0               | -                  | -                  | -                  | -           | -           | -           | 40     | 1      |
| 2019-2020           | Triestina           | C                   | 23+2       | 0          | CI+CI-C         | 2+2             | 0               | -                  | -                  | -                  | -           | -           | -           | 29     | 0      |
| 2020-2021           | Triestina           | C                   | 25+1       | 0          | CI              | 2               | 0               | -                  | -                  | -                  | -           | -           | -           | 28     | 0      |
| Totale Triestina    | Totale Triestina    | Totale Triestina    | 99+6       | 1          |                 | 7               | 0               |                    | -                  | -                  |             | -           | -           | 112    | 1      |
| 2021-2022           | Pergolettese        | C                   | 28+1       | 0          | CI-C            | 1               | 0               | -                  | -                  | -                  | -           | -           | -           | 30     | 0      |
| 2022-2023           | Pergolettese        | C                   | 26         | 0          | CI-C            | 0               | 0               | -                  | -                  | -                  | -           | -           | -           | 26     | 0      |
| 2023-2024           | Pergolettese        | C                   | 25         | 0          | CI-C            | 1               | 0               | -                  | -                  | -                  | -           | -           | -           | 26     | 0      |
| 2024-2025           | Pergolettese        | C                   | 30         | 1          | CI-C            | 1               | 0               | -                  | -                  | -                  | -           | -           | -           | 31     | 1      |
| Totale Pergolettese | Totale Pergolettese | Totale Pergolettese | 109+1      | 1          |                 | 3               | 0               |                    | -                  | -                  | -           | -           | -           | 113    | 1      |
| Totale carriera     | Totale carriera     | Totale carriera     | 538+20     | 7          |                 | 23              | 0               |                    | -                  | -                  |             | -           | -           | 581    | 7      |